# Euploea gelderi
Euploea gelderi är en fjärilsart som beskrevs av Pieter Cornelius Tobias Snellen 1890. Euploea gelderi ingår i släktet Euploea och familjen praktfjärilar. Inga underarter finns listade i Catalogue of Life.